# Reichersdorf (Niederaichbach)
Reichersdorf ist ein Gemeindeteil der Gemeinde Niederaichbach im niederbayerischen Landkreis Landshut.

## Lage
Das Kirchdorf Reichersdorf liegt im Tal des Aichbaches etwa 500 Meter südlich des Ortsrandes von Niederaichbach.

## Geschichte
Die erste schriftliche Erwähnung einer Kirche in Reichersdorf findet sich im 13. Jahrhundert. Die Filiale Reichersdorf kam 1590 von der Pfarrei Kirchberg zum Kloster Niederviehbach. Im Konskriptionsjahr 1752 bildete Reichersdorf eine Obmannschaft im Amt Adlkofen des Landgerichts Vilsbiburg. Drei Anwesen unterstanden der Hofmarksherrschaft Niederaichbach der Grafen von Königsfeld.
Das Jahr der Säkularisation in Bayern 1803 bedeutete das Ende des Niederviehbacher Klosters. Der Augustinerpater aus Niederviehbach wurde jetzt Benefiziat für Reichersdorf. Seine Bitten, aus Reichersdorf eine selbständige Pfarrei zu machen, waren zunächst ohne Erfolg. Erst 1876 wurde Reichersdorf selbständige Expositur.
1891 stiftete ein Hutzenthaler das Vermögen für den Bau eines Altersheim in Reichersdorf. Mittellose Dienstboten sollten dort ihren Lebensabend verbringen. Die Nutzung der eigenen Landwirtschaft trug diese Einrichtung, die allerdings nur ein Menschenalter vorhielt. Im Jahr 1920 erhielt die Expositur Reichersdorf den Rang einer Pfarrei. 1953 wurde die Volksschule nach Niederaichbach verlegt. Aufgrund der Verlegung des Pfarrsitzes von Reichersdorf nach Niederaichbach wurde dort 1961 die neue Pfarrkirche St. Josef gebaut. Die Pfarrkirche in Reichersdorf wurde wieder zur Filialkirche.

## Sehenswürdigkeiten
- Ehemalige Pfarrkirche, jetzt Filialkirche St. Margaretha. Die romanische Kirche wurde 1848 und 1878 in westlicher Richtung erweitert, der gotische Turm stammt aus dem Jahre 1471. Im Langhaus ersetzte man das gotische Rippengewölbe durch eine Flachdecke, der Innenraum wurde 1878 im Nazarenerstil ausgemalt. Die vier Statuen der Kirchenpatronin St. Margaretha, der Märtyrerinnen Barbara, Katharina und Dorothea sowie die Kanzel wurden 1879 in der Landshuter Werkstätte Pfaffenzeller hergestellt. Auch die Orgel von Ludwig Edenhofer aus dem Jahre 1878 konnte erhalten werden. Weiter zieren sieben Epitaphien das Gotteshaus, da die Kirche dem Königsfelder Adelsgeschlecht in den Jahren 1546 bis 1749 als Grablege diente.